# Yochelson Ridge
Yochelson Ridge ist ein schroffer, teilweise schneebedeckter und 5,5 km langer Gebirgskamm im Ellsworthgebirge des westantarktischen Ellsworthlands. Er erstreckt sich vom Eley Peak in den Soholt Peaks der Heritage Range in nordnordwestlicher Richtung.
Der United States Geological Survey (USGS) kartierte ihn anhand eigener Vermessungen und Luftaufnahmen der United States Navy aus den Jahren von 1961 bis 1966. Das Advisory Committee on Antarctic Names benannte ihn nach Ellis Leon Yochelson (1928–2006), Geologe des USGS am National Museum of Natural History in Washington, D.C., der im Rahmen des United States Antarctic Program als von 1979 bis 1980 bei einer Expedition ins Ellsworthgebirge als Paläontologe tätig war.